# Fayçal El-Khoury
Fayçal El-Khoury, né le 15 mai 1955, est un ingénieur, constructeur, expert-conseil en administration et homme politique canadien. Depuis octobre 2015, il est le député libéral de la circonscription de Laval—Les Îles à la Chambre des communes du Canada.

## Biographie
Fayçal El-Khoury est né le 15 mai 1955 à Charbila, (district du Akkar) au Liban, et est arrivé au Canada en 1976. Il a obtenu un diplôme en génie civil de l'Université Concordia et a démarré une entreprise de construction. Depuis 2005, il agit à titre d'expert-conseil, aidant particulièrement des entreprises canadiennes à établir des relations d’affaires avec le Moyen-Orient.

### Carrière politique
Fayçal El-Khoury obtient l'investiture libérale dans la circonscription de Laval—Les Îles en novembre 2014. Cette élection est cependant houleuse, une bagarre ayant éclaté entre les partisans de différents candidats. Malgré une contestation des résultats, la nomination de El-Khoury est confirmée par le Parti libéral du Canada. Lors de l'élection générale, le 19 octobre 2015, il est facilement élu, et est réélu en 2019, 2021 en en 2025. 